# Sainte-Adresse
Sainte-Adresse és un municipi francès situat al departament del Sena Marítim i a la regió de Normandia. L'any 2007 tenia 7.731 habitants.

## Demografia

### Població
El 2007 la població de fet de Sainte-Adresse era de 7.731 persones. Hi havia 3.356 famílies de les quals 1.068 eren unipersonals (397 homes vivint sols i 671 dones vivint soles), 1.176 parelles sense fills, 904 parelles amb fills i 208 famílies monoparentals amb fills.
La població ha evolucionat segons el següent gràfic:
Habitants censats

### Habitatges
El 2007 hi havia 3.666 habitatges, 3.402 eren l'habitatge principal de la família, 72 eren segones residències i 192 estaven desocupats. 1.800 eren cases i 1.849 eren apartaments. Dels 3.402 habitatges principals, 2.377 estaven ocupats pels seus propietaris, 977 estaven llogats i ocupats pels llogaters i 48 estaven cedits a títol gratuït; 91 tenien una cambra, 267 en tenien dues, 712 en tenien tres, 954 en tenien quatre i 1.378 en tenien cinc o més. 2.502 habitatges disposaven pel capbaix d'una plaça de pàrquing. A 1.648 habitatges hi havia un automòbil i a 1.443 n'hi havia dos o més.

### Piràmide de població
La piràmide de població per edats i sexe el 2009 era:
| Homes | Edats   | Dones |
| ----- | ------- | ----- |
| 0     | 95 o +  | 12    |
| 4     | 90 a 94 | 44    |
| 32    | 85 a 89 | 88    |
| 40    | 80 a 84 | 96    |
| 168   | 75 a 79 | 184   |
| 128   | 70 a 74 | 224   |
| 188   | 65 a 69 | 240   |
| 152   | 60 a 64 | 236   |
| 244   | 55 a 59 | 260   |
| 336   | 50 a 54 | 340   |
| 304   | 45 a 49 | 376   |
| 300   | 40 a 44 | 308   |
| 280   | 35 a 39 | 264   |
| 172   | 30 a 34 | 200   |
| 212   | 25 a 29 | 196   |
| 180   | 20 a 24 | 208   |
| 248   | 15 a 19 | 284   |
| 252   | 10 a 14 | 280   |
| 200   | 5 a 9   | 228   |
| 184   | 0 a 4   | 188   |

## Economia
El 2007 la població en edat de treballar era de 4.801 persones, 3.354 eren actives i 1.447 eren inactives. De les 3.354 persones actives 3.060 estaven ocupades (1.655 homes i 1.405 dones) i 293 estaven aturades (116 homes i 177 dones). De les 1.447 persones inactives 497 estaven jubilades, 523 estaven estudiant i 427 estaven classificades com a «altres inactius».

### Ingressos
El 2009 a Sainte-Adresse hi havia 3.376 unitats fiscals que integraven 7.744 persones, la mediana anual d'ingressos fiscals per persona era de 28.183 €.

### Activitats econòmiques
Dels 234 establiments que hi havia el 2007, 1 era d'una empresa extractiva, 7 d'empreses alimentàries, 1 d'una empresa de fabricació d'elements pel transport, 7 d'empreses de fabricació d'altres productes industrials, 13 d'empreses de construcció, 25 d'empreses de comerç i reparació d'automòbils, 7 d'empreses de transport, 20 d'empreses d'hostatgeria i restauració, 6 d'empreses d'informació i comunicació, 21 d'empreses financeres, 25 d'empreses immobiliàries, 50 d'empreses de serveis, 41 d'entitats de l'administració pública i 10 d'empreses classificades com a «altres activitats de serveis».
Dels 41 establiments de servei als particulars que hi havia el 2009, 1 era una comissaria de policia, 1 oficina de correu, 6 oficines bancàries, 2 tallers de reparació d'automòbils i de material agrícola, 2 tallers d'inspecció tècnica de vehicles, 1 paleta, 3 lampisteries, 2 electricistes, 2 empreses de construcció, 5 perruqueries, 2 veterinaris, 9 restaurants i 5 agències immobiliàries.
Dels 13 establiments comercials que hi havia el 2009, 1 era un hipermercat, 1 una botiga de més de 120 m², 5 fleques, 2 carnisseries, 1 una botiga de congelats, 1 una peixateria, 1 una botiga de mobles i 1 una joieria.

## Equipaments sanitaris i escolars
El 2009 hi havia 1 hospital de tractaments de mitja durada (seguiment i rehabilitació), 3 farmàcies i 3 ambulàncies.
El 2009 hi havia 2 escoles maternals i 2 escoles elementals. A Sainte-Adresse hi havia 1 col·legi d'educació secundària i 1 liceu d'ensenyament general. Als col·legis d'educació secundària hi havia 447 alumnes i als liceus d'ensenyament general 1.398.
Sainte-Adresse disposava d'un centre de formació no universitària superior.

## Poblacions més properes
El següent diagrama mostra les poblacions més properes.